# Hans Meid
Hans Meid (* 3. Juni 1883 in Pforzheim; † 6. Januar 1957 in Ludwigsburg) war ein deutscher Maler und Illustrator. Er war ein erfolgreicher Vertreter des Impressionismus in der Druckgrafik.

## Leben und Werk
Hans Meid wuchs in Pforzheim als Sohn eines Schmuckhändlers auf. Nach dem Realschulabschluss besuchte er ab 1899 die Kunstgewerbeschule in Karlsruhe, 1900 wechselte er auf die dortige Kunstakademie, wo er Schüler des Impressionisten Wilhelm Trübner (1851–1917) und des Realisten Walter Conz (1872–1947) wurde.
1907 verpflichtete die Meißener Porzellanmanufaktur ihn als Entwerfer; 1908 gab er diese Tätigkeit wieder auf und ließ sich in Berlin als freischaffender Künstler nieder. Sein Erfolg lässt sich am Villa-Romana-Preis (1910) und der Mitgliedschaft in der Berliner Secession (1911) ablesen.
1919 wurde Meid Lehrer für Radierung an der Hochschule für bildende Künste (ab 1924: Vereinigten Staatsschulen für Freie und Angewandte Kunst) in Berlin. 1927 wurde er zum ordentlichen Mitglied der Preußischen Akademie der Künste gewählt, in der er ab 1934 auch ein Meisteratelier für Grafik leitete. Einer seiner Schüler war Willi Schulz.
Zum Erstdruck von Hugo von Hofmannsthals Einakter Die Lästigen in der Zeitschrift Marsyas schuf Meid 6 Radierungen.
Von 1910 an schuf er ein umfangreiches Werk in Radierung, Lithografie und anderen Techniken, eine Vielzahl von Illustrationen zu Werken der Weltliteratur wie Cervantes’ Don Quijote, Goethes Wahlverwandtschaften und vielen anderen. Ab 1922 kamen Federzeichnungen, Aquarelle und Gemälde dazu. Für 44 Verlage (insbesondere Schünemann und S. Fischer) hat er Buchumschläge entworfen.
In der Zeit des Nationalsozialismus war Meid obligatorisch Mitglied der Reichskammer der bildenden Künste. Für diese Zeit ist seine Teilnahme an 16 Ausstellungen sicher belegt, darunter 1937 an der Großen Deutschen Kunstausstellung in München. 
Im Krieg wurde Meids Haus in Berlin-Steglitz 1943 zerstört. Nach 1945 ließ er sich im fränkischen Gereuth nieder, folgte dann aber 1948 einem Ruf an die Staatliche Akademie der Bildenden Künste Stuttgart, an der er bis 1951 unterrichtete. 1953 ernannte ihn die Hochschule zum Ehrenmitglied. 1956 erhielt Meid den Hans-Thoma-Preis des Landes Baden-Württemberg. Die Jahre bis zu seinem Tod lebte er (auf Vermittlung von Theodor Heuss) im Schloss Ludwigsburg.
Hans Meid war Mitglied im Deutschen Künstlerbund.

## Ehrungen
- Der Hans-Meid-Preis für Buchillustration gilt als hoch angesehene Auszeichnung dieses Fachgebiets.
- Die Stadt Pforzheim hat eine Hans-Meid-Straße ihm zu Ehren benannt.

## Werke (Auswahl)

### Illustrierte Bücher
- Oscar Bie: Das Deutsche Lied, S. Fischer Verlag, Berlin 1926. (mit acht Zeichnungen, Titelvignette und Einbandentwurf)
- Miguel de Cervantes: Der eifersüchtige Estremadurer. Frick Verlag, Wien 1940.
- Ernst Wiechert: Märchen. Kurt Desch Verlag, München 1946.
- Johann Wolfgang von Goethe: Das Märchen. WFB-Verlag, Bad Schwartau 2007, ISBN 978-3-86672-101-2 (mit 15 Zeichnungen).
- Heinrich Heine: Buch der Lieder. Verlag Faber & Faber, Leipzig 2008, ISBN 978-3-86730-061-2 (mit 53 Illustrationen).
- Fritz Schneider: Kolibri. Paul Hugenduel Verlag, München, Copyright 1937 (mit 11 Illustrationen).

### Druckgrafik
- 1917: Selbstbildnis 1917, Stiftung Stadtmuseum Berlin
- 1918: Romantische Entführung, Hans-Meid-Stiftung
- Entführung der Rezia (Radierung; 1937 auf der Großen Deutsche Kunstausstellung)
- Illustrationen zu Goethes Wahlverwandtschaften (Radierungen; 1937 auf der Großen Deutsche Kunstausstellung)[3]

## Weitere Ausstellungen (unvollständig)
- 15. September 2019 bis 5. Januar 2020: Max Liebermann und Hans Meid. Schwarz auf weiß. Museum Behnhaus Drägerhaus, Lübeck.